# Nectria magnoliae
Nectria magnoliae är en svampart som beskrevs av M.L. Lohman & Hepting 1943. Nectria magnoliae ingår i släktet Nectria och familjen Nectriaceae.   Inga underarter finns listade i Catalogue of Life.